# وينتر
وينتر هي رواية من يو إس إيه توداي و وول ستريت جورنال للكتب الأكثر مبيعا، والرواية الأخيرة من السجلات القمرية لماريسا ميير. نشر الكتاب أولا  في 10 نوفمبر 2015، من طرف ماكميلان بابليشرز من خلال شركتها الفرعية فيول والأصدقاء. القصة قائمة بشكل كبير على الحكاية الخرافية «بياض الثلج»، كالرواية السابقة كريس، القائمة بشكل كبير على «رابونزل».